# Menville (Name)
Menville ist Familienname folgender Personen:
- Chuck Menville (1940–1992), US-amerikanischer Trickfilmer und Drehbuchautor
- Douglas Menville (* 1935), US-amerikanischer Herausgeber und Kritiker von Science-Fiction und Fantasy
- Scott Menville (* 1971), US-amerikanischer Schauspieler